# 1969 au Brésil
Chronologie du Brésil
- 1965
- 1966
- 1967
- 1968
- 1969
- 1970
- 1971
- 1972
- 1973

Cette page concerne des événements d'actualité qui se sont produits durant l'année 1969 au Brésil.

## Événements
- 27 février : promulgation de l'Acte constitutionnel numéro 8 qui suspend toutes les élections[1].
- 20 mars : fondation de l'Empresa Brasileira de Correios e Telégrafos (pt) (ECT), administration publique brésilienne responsable des postes et télécommunications, en remplacement du Departamento de Correios e Telégrafos (DCT) ;
- 1er juillet : création de l'Operação Bandeirante, centre de renseignement intégré à la deuxième armée[1].
- 31 août : Arthur da Costa e Silva, malade, est remplacé par une junte militaire composée de Aurélio de Lira Tavares, Augusto Rademaker et Márcio de Melo[1].

- 4 septembre : l'ambassadeur des États-Unis au Brésil, Charles Burke Elbrick (en), est enlevé à Rio de Janeiro par des membres du MR-8 et de l'ALN, deux groupes armés marxistes brésiliens[2] ;
- 7 septembre : l'ambassadeur américain Charles Burke Elbrick (en) est relâché[3] ;
- 18 septembre : le gouvernement provisoire vote la loi de sécurité nationale[4] ;
- 30 octobre : Emílio Garrastazu Médici devient le 28e président du Brésil[5] ;
- 4 novembre : le leader de l'ALN, Carlos Marighella, est tué par le DOPS à São Paulo[6].

## Décès
- 4 novembre : Carlos Marighella, homme politique